# USS Charleston (C-2)
El segundo USS Charleston (C-2)  fue un crucero protegido de la  Armada de los Estados Unidos, el primero de este tipo construido en los Estados Unidos. Debido a la falta de experiencia en construcciones de acero, el diseño fue encargado a la empresa británica W. Armstrong, Mitchell and Co. de Newcastle, para ser posteriormente construido en un astillero estadounidense.
Fue botado el 19 de julio de 1888 en los astilleros Union Iron Works, de San Francisco, y asignado el  26 de diciembre de 1889 bajo el mando del capitán George C. Remey.

## Historial de Servicio

### Pacífico, 1890–1896
El Charleston partió desde los astilleros de la armada en Mare Island el 10 de abril de 1890 para unirse a la escuadra del pacífico como su buque insignia, navegando por el pacífico oriental.  Transportó los restos del rey de Hawái, David Kalakaua, hasta Honolulu tras su muerte en San Francisco, y entre el 8 de mayo y el 4 de junio de 1891 tomó parte en la búsqueda del vapor chileno Itata el cual había partido desde San Diego, violando las leyes de neutralidad estadounidenses durante la Guerra Civil de Chile. Entre el 19 de agosto y el 31 de diciembre de 1891 el Charleston navegó por el lejano oriente como buque insignia de la escuadra asiática, uniéndose de nuevo a la escuadra del Pacífico en 1892 y hasta el 7 de octubre, cuando partió con rumbo a la costa este, tocando en numerosos puertos de Sudamérica durante la travesía.
El Charleston arribó a Hampton Roads el 23 de febrero de 1893, desde donde partió junto a otros buques estadounidenses y de otras nacionalidades para participar en la revista naval internacional celebrada en la ciudad de Nueva York el 26 de abril de 1893 como parte de la Exposición Mundial Colombina de Chicago. Pasó revista el presidente Grover Cleveland a bordo del Dolphin. En el verano de 1893 el Charleston puso rumbo al sur para unirse a las fuerzas de patrulla de la costa este de Sudamérica, para proteger los intereses y buques estadounidenses durante la revolución brasileña. Tras pasar por Montevideo, Uruguay, arribó a San Francisco el 8 de julio de 1894, para preparar su retorno a la estación asiática. Navegó por el lejano oriente hasta el 6 de junio de 1896, cuando partió de Yokohama con rumbo a San Francisco, donde fue dado de baja el 27 de julio de 1896.

### Guerra hispano-estadounidense, 1898–1899
Tras el inicio de la Guerra hispano-estadounidense, el Charleston fue rápidamente rearmado y dado de alta el 5 de mayo de 1898, bajo el mando de Henry Glass. Dieciséis días después puso rumbo a Honolulu, donde se unió a tres mercantes a vapor que transportaban tropas, entre ellos el City of Peking. 
El Charleston fue enviado a enarbolar la bandera estadounidense sobre Guam, por aquel entonces posesión española. Al amanecer del 20 de junio el pequeño convoy arribó al norte Guam. El Charleston investigó el puerto de Agaña, posteriormente investigó el puerto de Apra. Dejó a los transportes anclados fuera del puerto en posición segura y se adentró en él, disparando en desafío al Fuerte de Santa Cruz. Inmediatamente, una barcaza con autoridades españolas salió disculpándose por no tener pólvora con la que responder a lo que creían un saludo. Quedaron estupefactos al comprender que estaban en guerra, y que los buques estadounidenses estaban allí para tomar la isla. Al día siguiente, las fuerzas españolas se rindieron, y se envió una partida de desembarco a la costa desde el Charleston. Con el gobernador español y la guarnición de la isla, de 69 hombres, como prisioneros a bordo de uno de los transportes, el Charleston partió para unirse a la flota de George Dewey en la bahía de Manila.
Arribó a la bahía de Manila el 30 de junio de 1898, para reforzar la posición tras la victoria estadounidense del mes anterior en la batalla de Cavite. El Charleston se unió al bombardeo final el 13 de agosto, que finalizó con la rendición de la ciudad de Manila. Permaneció en las Filipinas entre 1898 y 1899, bombardeado posiciones insurgentes en apoyo de las fuerzas de tierra del ejército de los Estados Unidos en la costa, y tomó parte en la expedición naval en la que se tomó posesión de la bahía Subic, en septiembre de 1899.

### Perdida en noviembre de 1899
El Charleston encalló en unos arrecifes no cartografiados cerca de Isla Camiguin, al norte de Luzón, el 2 de noviembre de 1899. Sin posibilidad de recuperación fue abandonado por toda su tripulación, que se asentó en un campamento en Camiguin, mientras esperaba ayuda. El 12 de noviembre, el cañonero USS Helena arribó para rescatar a la tripulación.